# Kasteel van Oultremont
Het Kasteel van Oultremont (château d'Oultremont) is een kasteel bij het Belgische dorp Warnant in de gemeente Villers-le-Bouillet in de provincie Luik.
Het huis d'Oultremont is alomtegenwoordig in de geschiedenis van het prinsbisdom Luik.
In de 15e eeuw stond op deze plaats een versterkte woning met de naam Oultremont, die toebehoorde aan de familie van Warnant, voor het eerst vermeld in 1137.

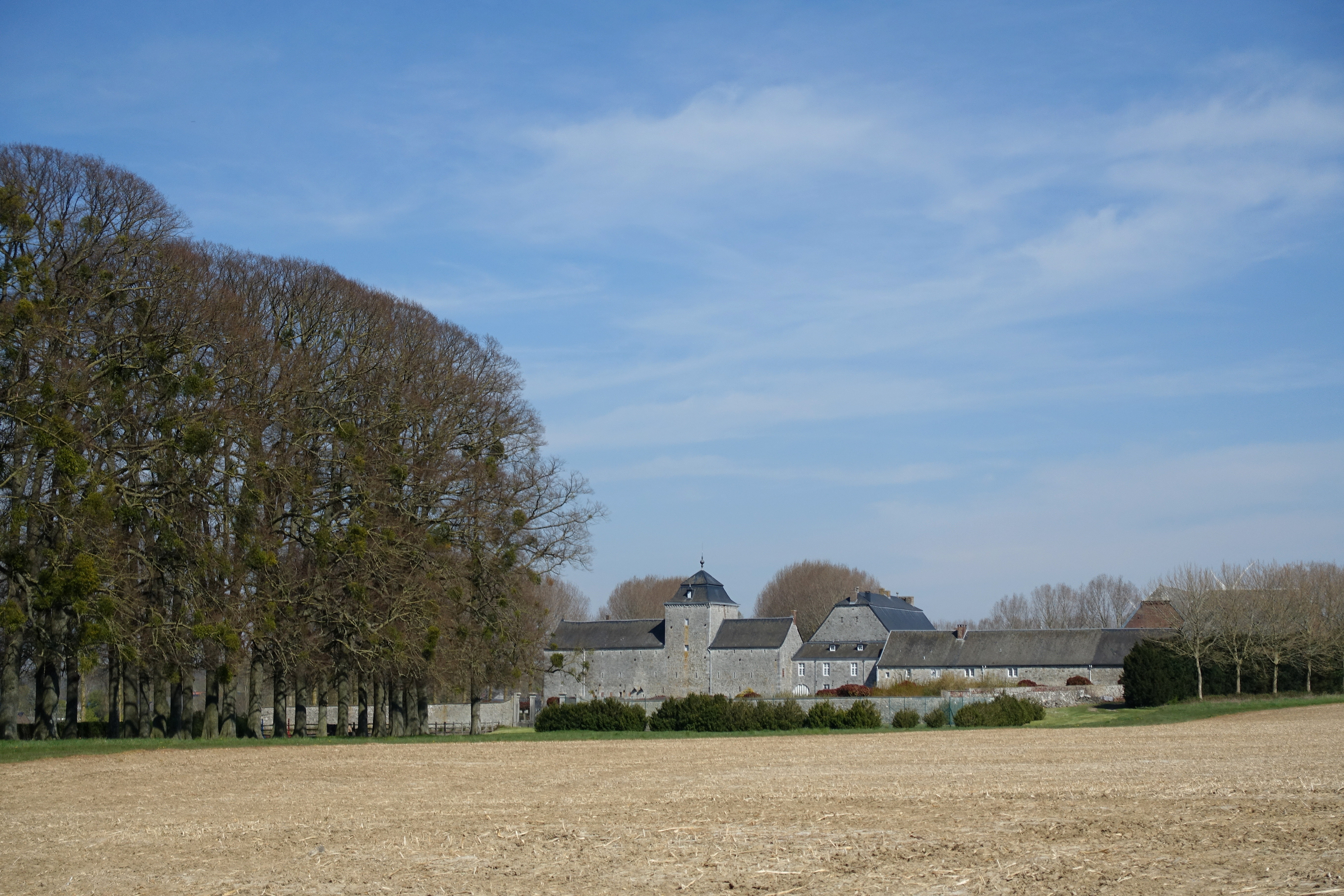
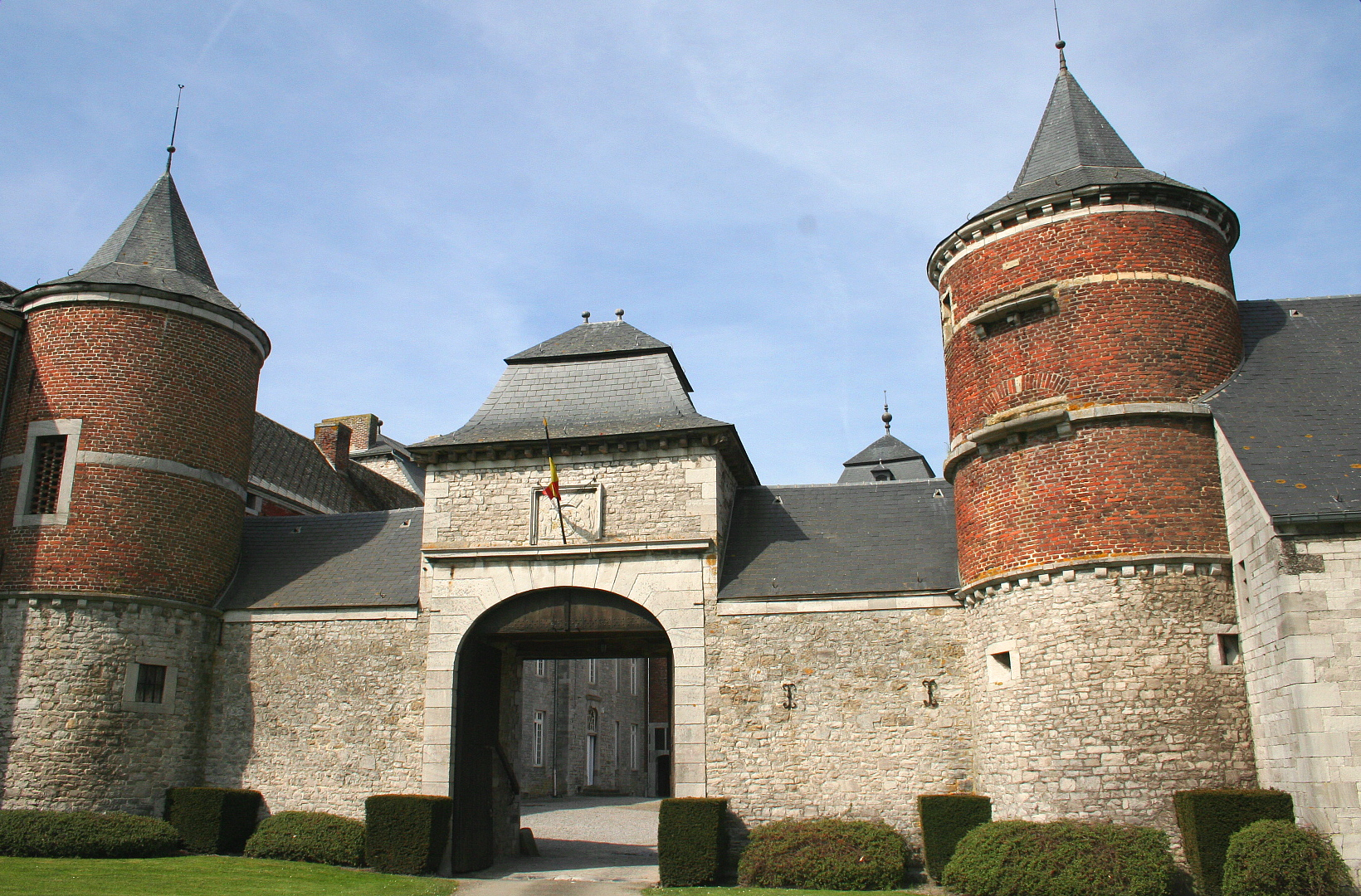